# رویاهای هالیوود
رویاهای هالیوود (به انگلیسی: Hollywood Dreams) فیلمی محصول سال ۲۰۰۶ و به کارگردانی هنری جاگلام است. در این فیلم بازیگرانی همچون تانا فردریک، جاستین کرک، دیوید پرووال، کرن بلک، ملیسا لیو، اریک رابرتس، سالی کرکلند و سیمور کاسل ایفای نقش کرده‌اند.